# シリア人イサクの禁欲的説教
『シリア人イサクの禁欲的説教』"The Ascetical Homilies of Isaac the Syrian" は、シリアの聖イサクによって 688年頃に書かれた、キリスト教の禁欲主義と祈りをテーマにした説教集である。

## 構造
もともと、イサクの著作は7巻に分かれていた。しかし、この区分はその後失われている。聖変容修道院〔Holy Transfiguration Monastery (Brookline, Massachusetts)〕による英語訳には77の説教と2つの付録があり、他の翻訳では説教の数が若干異なっている。さらに、西シリア語版と東シリア語版の場合のように、翻訳によっては節(文章) の数が多いものや少ないものがある。説教の順序は明確な構造に従っていないようで、現存する最古の写本から保存されている。各説教では、美徳、悪徳、闘争、信仰など、キリスト教生活のさまざまな側面について論じている。

### 説教の順序
個々の説教は、テキストのさまざまなバージョンで順序が異なる。最初の列には、聖変容修道院による英語訳の第2版（2020年）に記載されている77の番号付き説教がリストされている。
| 英語 (2020) | 西シリア語 | 東シリア語 (Bedjan) | 古代ギリシャ | ギリシャ語 (Theotokis, 1770) | ロシア語 |
| ----------- | ---------- | ------------------- | ------------ | ---------------------------- | -------- |
| 1           | 1          | 1                   | 1            | 1                            | 1        |
| 2           | 2          | 2                   | 2            | 30                           | 2        |
| 3           | 3          | 3                   | 3–4          | 82–83, 44–45                 | 3–6      |
| 4           | 4          | 4                   | 5            | 23                           | 56       |
| 5           | 5          | 5                   | 6            | 5                            | 57       |
| 6           | 6          | 6                   | 7            | 56                           | 74       |
| 7           | 7          | 7                   | 15           | 22                           | 67       |
| 8           | 8          | 8                   | 8            | 21                           | 61       |
| 9           | 9          | 9                   | 9            | 41                           | 7        |
| 10          | 10         | 10                  | 10           | 70                           | 62       |
| 11          | 11         | 11                  | 11           | 10                           | 63       |
| 12          | 12         | 12                  | 14           | 11                           | 66       |
| 13          | 13         | 13                  | 12           | 14                           | 64       |
| 14          | 14         | 14                  | 13           | 15                           | 65       |
| 15          |            |                     | 16           | 43                           | 8        |
| 16          |            |                     | 17           | 2                            | 68       |
| 17          |            |                     | 18           | 7                            | 9        |
| 18          | 15         | 15                  | 19           | 9                            | 59       |
| 19          | 16         | 16                  | 20           | 13                           | 69       |
| 20          | 17         | 17                  | 21           | 29                           | 70       |
| 21          | 18         | 18                  | 22           | 75–79                        | 10–14    |
| 22          | 19         | 20–21               |              |                              |          |
| 23          | 20         | 22                  | 23           | 31–32                        | 15–16    |
| 24          | 21         | 23                  |              |                              |          |
| 25          | 22         | 24                  |              |                              |          |
| 26          | 23         | 25                  | 26           | 67                           | 17       |
| 27          | 24         | 26                  |              |                              |          |
| 28          | 25         | 27                  | 27           | 84                           | 18       |
| 29          | 26         | 28                  | 28           | 74                           | 19       |
| 30          | 27         | 29                  |              |                              |          |
| 31          |            |                     | 29           | 80                           | 20       |
| 32          | 28         | 30                  | 24           | 42, 55                       | 71       |
| 33          | 29         | 31                  |              |                              |          |
| 34          | 30         | 32                  | 30           | 68                           | 72       |
| 35          | 31         | 33                  | 31           | 24                           | 73       |
| 36          | 32         | 34                  | 32           | 16                           | 74       |
| 37          | 33         | 35                  | 33           | 85                           | 21       |
| 38          | end of 33  | end of 35           | 34           | 47                           | 22       |
| 39          | 34         | 36                  | 25           | 51–54                        | 60       |
| 40          | 35–36      | 37–38               | 35           | 26                           | 75–76    |
| 41          | 36         | 38                  | 36           | 27                           | 77       |
| 42          | 37         | 39                  | 37           | 46                           | 78–79    |
| 43          | 38         | 40                  | 38           | 17                           | 80–81    |
| 44          | 39         | 41                  | 39           | 書簡 1                       | 23       |
| 45          | 40         | 42                  | 40           | 書簡 2                       | 24       |
| 46          | 41         | 43                  | 41           | 72                           | 82–83    |
| 47          | 42         | 44                  | 42           | 18                           | 84       |
| 48          | 43–44      | 45–46               | 43           | 73                           | 85       |
| 49          | 45         | 47                  | 44           | 39–40                        | 86–87    |
| 50          | 46         | 48                  | 46           | 57                           | 88       |
| 51          | 47         | 50                  | 47–48        | 58, 60                       | 89–90    |
| 52          | 48         | 51                  | 49           | 62–65                        | 25–28    |
| 53          | 49         | 52                  | 53           | 66                           | 29       |
| 54          | 50         | 53                  | 54–55        | 33, 3                        | 30–31    |
| 55          | 51         | 55                  | 56           | 61                           | 32       |
| 56          | 52         | 57                  | 58           | 25                           | 91       |
| 57          | 53         | 58                  | 59           | 37                           | 34       |
| 58          | 54         | 64                  | 57           | 59                           | 33       |
| 59          | 55         | 59                  | 60           | 4                            | 35       |
| 60          | 56         | 60                  | 61           | 36                           | 36       |
| 61          | 57         | 61                  | 62           | 48                           | 37       |
| 62          | 58         | 62                  | 63           | 38                           | 38       |
| 63          | 59         | 63                  | 64           | 35                           | 39       |
| 64          | 60         | 65                  | 65           | 34                           | 40–41    |
| 65          | 61         | 66                  | 66           | 書簡 3                       | 42       |
| 66          | 62–63      | 67–68               | 67           | 69                           | 43       |
| 67          | 64         | 69                  | 68           | 12                           | 44       |
| 68          | 65         | 70                  | 69           | 8                            | 45       |
| 69          | 66         | 72                  | 70           | 49                           | 46       |
| 70          | 67         | 73                  | 71           | 50                           | 47       |
| 71          | 68         | 74                  | 72           | 81                           | 48       |
| 72          | 69         | 77                  | 73           | 19                           | 49       |
| 73          | 70         | 78                  | 74           | 6                            | 50       |
| 74          | 71         | 79                  | 75           | 71                           | 51       |
| 75          | 72         | 80                  | 76           | 28                           | 52       |
| 76          | 74         | 81                  | 78, 79       | 86, 書簡 4                   | 54, 55   |
| 77          | 73         | 82                  | 77           | 20                           | 53       |
| A.1         |            | 19                  |              |                              |          |
| A.2         |            | 49                  |              |                              |          |
| A.3         |            | 54                  |              |                              |          |
| A.4         |            | 56                  |              |                              |          |
| A.5         |            | 71                  |              |                              |          |
| A.6         |            | 75                  |              |                              |          |
| A.7         |            | 76                  |              |                              |          |

## 内容
『禁欲的説教』は、東方 キリスト教の修道士を主な読者として書かれたと思われるが、この本は一般信徒と剃髪者の両方にとって有益であることが証明されている。カリストス・ウェアが言うように、「[イサクの著作]は砂漠だけでなく都市に向けられたものであり、修道士だけでなく洗礼を受けたすべての人々に向けられたものである。彼は、悔い改めと謙虚さ、外面的および内面的の両方のさまざまな形の祈り、孤独と共同体、沈黙、驚異、宗教的法悦など、すべてのキリスト教徒に関係するテーマについて、鋭く鮮明に語っているこの本の中で、イサクは、聖書と聖なる父祖の両方を頻繁に参照しながら、特にヘシカズムとネプシスの禁欲的な労働による知性浄化のプロセスを教えている 。彼は、単に概念的な言葉で書くのではなく、砂漠での隠遁者としての実際の経験から書いている。
イサクは歴史を通じて霊的指導者として尊敬されてきた。それは彼の著作が数多く翻訳されていることからも明らかである。セバスチャン・ブロック(en)によれば、イサクは「疑いなくシリア教会が生み出した霊性に関する最も深遠な著述家の一人」である。ドナルド・オーチンはさらに踏み込んで、イサクを「キリスト教東方における最も偉大な霊的著述家の一人」と呼んでいる。さらに、ヘシカストのヨセフ(en)はかつてこう言った。「砂漠の父祖たちの、用心深さと祈りについて教えてくれるすべての書物が失われ、シリアのアバ・イサクの書物だけが生き残ったとしても、静けさと祈りの生活について最初から最後まで教えるには十分だろう
シリアのイサクは、その著作全体を通じて、ヌースを浄化するために静寂が必要であることを強調した（説教1、4、19、48を参照）。それにもかかわらず、彼は教会組織内のさまざまな役割（すなわち、高位聖職者、聖職者、修道士、および平信徒）と、厳格な静寂と苦行を遵守するそれぞれの能力を認識していた。説教4で、彼はこう言っている。「しかし、静寂を実践できない人がいるなら、それは人を門の中に導く神の恩寵であるので、彼は他の道を見捨ててはならない。そうしないと、人生のどちらの道にも参加できなくなるからである。」また、説教 72 では、「しかし、大多数の人々はそのような無垢に到達しません... なぜなら、各人が神のもとへ向かうあらゆる道のあらゆる手段において、神は彼らの前に天国の門を開いてくださるからです。」
イサクによれば、神は愛の化身である。全能者として、神の愛は罪や悪の力によって打ち負かされることはない。同時代の証聖者マクシモスと同様に、イサクは神の愛が聖なる者の喜びと悪の苦しみの両方として機能することを理解している。彼の見解では、受肉はこの愛と人類の罪によって生じた必要性の両方のために起こったという。

### 影響
シリアのイサクは『禁欲的説教』の執筆にあたり、エヴァグリオス、フィロクセノス、モプスエスティアのテオドロス、アレオパギテのディオニュシオス、隠修士ヨハネ(John the Solitary) の精神的、神学的著作の影響を受けていたが、主にエヴァグリオスの影響を受けた 。エヴァグリオスが聖書の重要性を強調したことは『禁欲的説教』に見ることができ、イサクはそこで頻繁に聖句を引用し、解釈している。7世紀のシリア教会では一般に、修道士や聖職者だけでなく、信徒のためにも聖書解釈の学校が設立された。これらの学校で、信徒は聖書の読み書きと暗記を学ぶことができた。

## 受容

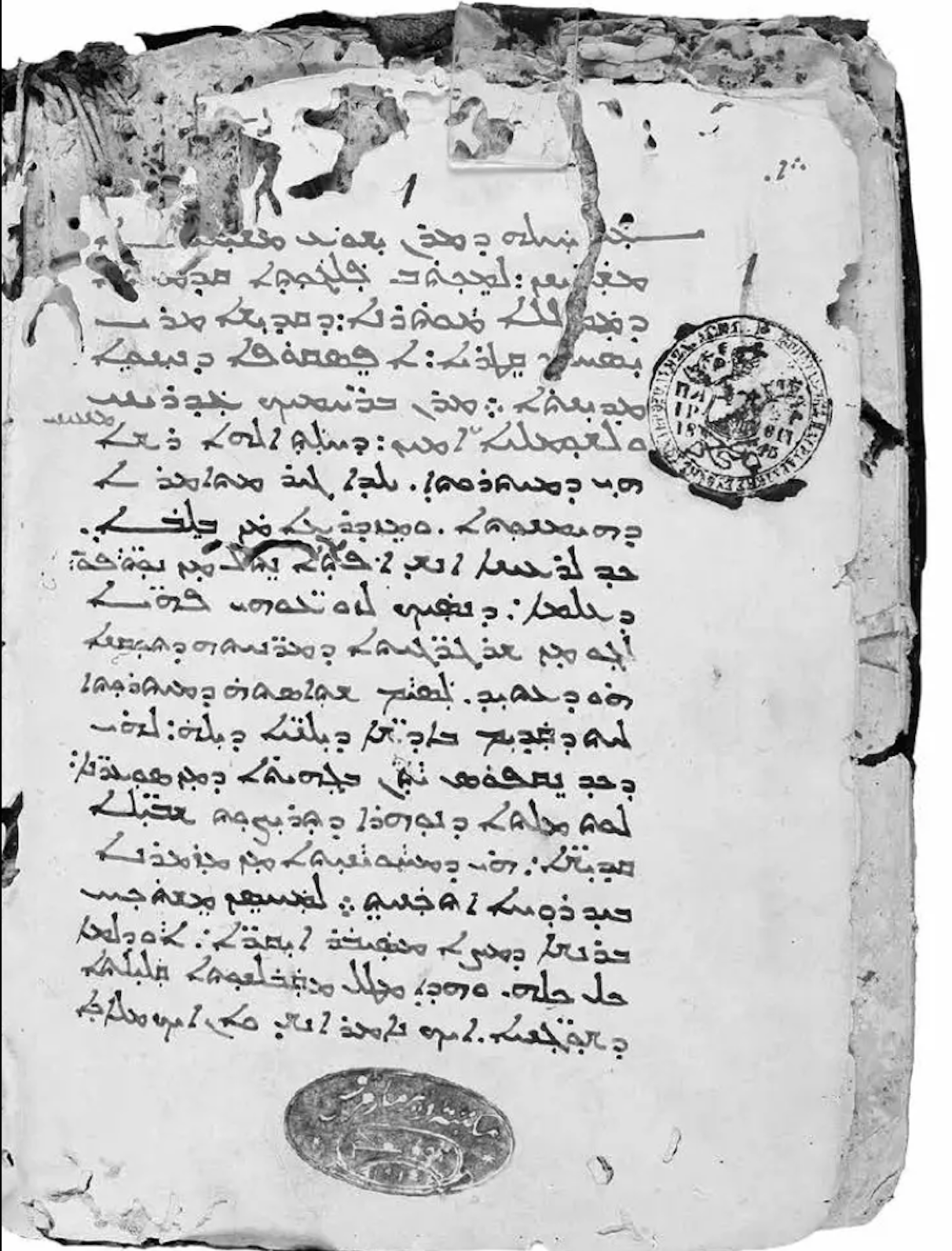
Manuscript 181 of a Syriac translation of The Ascetical Homilies, located at the Monastery of Saint Mark in Jerusalem.

20世紀には、シリアのイサクの禁欲的説教に対する関心が再び高まった。にもかかわらず、イサクの著作は、何世紀にもわたって東方キリスト教文学の中で高く評価されてきた。ユハンナ・イブン・ブフティシュ（ 9世紀頃）は、イサクは「天上の言語」を話したと述べた。イサクは著作の目的を説明して、「私は今、私たちの魂と、この説教に出会う人々の魂を燃え立たせ、啓発するために、私が語ることを望み、それを実践しようと努力する人が出てくることを願って、この説教を書いている」（説教23）と述べている。
東洋で愛されている精神的古典である『禁欲的説教』は、『無名の順礼者』(The Way of a Pilgrim)の中で頻繁に言及されている。ロシアの作家フョードル・ドストエフスキーは1858年に翻訳されたイサクの著作を所有しており、その結果『カラマーゾフの兄弟』の中でこの著作に2度言及している。これは、19世紀ロシアにおけるこの本の文化的重要性を物語っている。しかし、この説教は東洋だけでなく西ヨーロッパでも有名だった。アラゴンのメアリー女王がカタロニア語訳を2冊所有していたことが記録されている。注目すべきことに、クリストファー・コロンブスの息子エルナンド・コロンブスも同じ翻訳のコピーを所有しており、それはコロンブスの2回目の航海に同行した翻訳者ベルナルド・ブイルによって持ち込まれたものと思われる。もしこれが真実であれば、イサクの『禁欲的説教』は新世界にもたらされた最初の本の一つになると言えるだろう。
『禁欲的説教』は、エヴェルゲティノス、『フィレアの聖キュリロスの生涯』、ダマスコのペトロスの『フィロカリア』に直接引用されている。この本はまた、グレゴリウス・パラマスなど、14世紀の多くのヘシカスト作家によって読まれ、引用された。正教会の聖人であるアイギナのイエロニモス、ソラのニルス、ヘシカストのヨセフ、アトス山のパイシオス、エフメニオス・サリダキス、サロフのセラフィムなどの同時代の霊的指導者は、『禁欲的説教』におけるシリアのイサクの偉大な霊的知恵を証言している  。

### 批判
教会史家イショドナが記録しているように、イサクの著作は当初、ある程度の反発を受けた。彼によると、7世紀頃のベス・ガルマイの司教ダニエル・バル・トゥバニタは、イサクの著作の3つの主張に誤りを見つけたという 。
最近では、『禁欲的説教』は、イサクがネストリウス派だったという誤った非難のために、一部の人々から拒絶されている。この考えは、アトス山のパイシオスが強く反対した。エリック・ジョーブは次のように書いている。「...学者たちが一致して認めているように、聖イサクがニネベの東方司教であったとしても、これは彼が完全にネストリウス派のキリスト論を持っていたということにはならない。」東方教会にネストリウス派というレッテルが貼られたことで、 『禁欲的説教』の普及は抑制されてきた。カリストス・ウェアによると、「ローマ帝国の教会から言語と政治によって切り離され、ネストリウス派というレッテルを貼られた東方教会は、孤立して豊かな神学文献を生み出し、それが今になってようやく部外者に知られるようになった。しかし、何世紀にもわたり、キリスト教世界のあらゆる場所で、イサクの著作は疑いなく正統派として読まれ、推奨されてきた。」アレクセイ・シドロフなどの学者の中には、当時の東方教会の中に親カルケドン派（反ネストリウス派）運動があり、イサクもこのカルケドン派キリスト論の支持者であった可能性が高いと主張する者もいる。

### 翻訳
イサクの死後100年以内に、彼の『禁欲的説教』はすでに有名になり、シリア文学で言及され、引用された。これらは、西シリア語の写本からマル・サバ修道院でアッバース・パトリックとアブラミウスによってギリシャ語に翻訳され、次にギリシャ語からアラビア語、グルジア語（アトス山のエウテュミウスによる）、ラテン語（さらにフランス語、イタリア語、カタロニア語、カスティーリャ語、ポルトガル語）、そして最後にアムハラ語とスラヴ語に翻訳された。最初のスラヴ語翻訳者は、シナイのグレゴリウスの弟子だった可能性がある。ラテン語訳の最も古い既知の写本は、フィレンツェのローレンツィアーナ図書館にあり、13世紀のものである。過去2世紀の間に、『禁欲的説教』はドイツ語、英語、日本語、マラヤーラム語、ペルシア語にも翻訳された。断片的な写本ではなく、注目すべき完全な翻訳としては次のようなものがある。
- アトス山のエウティミウスによるグルジア語訳（9世紀）
- バルセロナで印刷されたラテン語版（1497年）
- ベルナルド・ブイルによるカスティーリャ語訳（15世紀）
- ニケフォロス・テオトキスによるギリシャ語印刷版（1770年）
- パイシウス・ヴェリチコフスキーによるスラヴ語訳（1812年）
- セルゲイ・ソボレフスキーによるロシア語訳（19世紀）
- ポール・ベジャンによって転写されたシリア語のテキスト（1909年）
- AJ Wensinckによる英語訳（1923年）
- パントクラトル修道院のカリニコスによる現代ギリシャ語訳（1961年）
- ジャック・トゥライユ・デスクレ・ド・ブルワーによる現代フランス語訳（1981）
- ガロとベッティオロによるイタリア語訳（1984年）[34]（講話1-38）
- ハンズベリーによる英訳（1989年）[35]（講話1-6）
- Placide Deseille Monastère Saint-Antione-Le-Grand および Monastère de Solan による現代フランス語訳 (2006)
- 聖変容修道院による英語訳（1984年、2020年改訂第2版）
- アルティオリ（2018）によるイタリア語訳[36]（68の講話、ギリシャ語の原文も収録）
- イタリア語訳：Chialà（2021）[37]（82講話）

## 写本
以下の写本は、聖変容修道院（2020年）の編集者が英語訳に使用したギリシャ語と西シリア語のテキストを作成するために使用された。  
| Manuscript         | Language    | Date                 | No. of folios | No. of homilies | Notes |
| ------------------ | ----------- | -------------------- | ------------- | --------------- | --- |
| Paris 693          | Greek       | 9th century          | 78            | 16              | end of Homily 1–middle of Homily 16                                                                             |
| Paris 390          | Greek       | 10th century         | 182           | 30              | Homilies 3–51                                                                                                   |
| Mar Sabbas 157     | Greek       | 10th century         | 229           |                 | 30 folios contain a selection of 10 homilies (Homilies 4–38).                                                   |
| Lavra 335          | Greek       | late 10th century    | 68            | 26              | Homilies 4–47                                                                                                   |
| Koutloumousiou 12  | Greek       | 11th century         | 242           |                 | The first 90 folios contain 27 homilies (Homilies 4–57).                                                        |
| Sinai 405          | Greek       | 11th or 12th century | 258           | 37              | From Homily 38 to the Epistle to Abba Symeon.                                                                   |
| Mar Sabbas 407     | Greek       | 12th or 13th century | 423           |                 | 157 folios contain all but 8 of the homilies.                                                                   |
| Vatican 605        | Greek       | 1326                 | 280           |                 | Contains all but 3 of the homilies. This MS most resembles the 1770 Greek printed text by Nikephoros Theotokis. |
| Hagios Stavros 79  | Greek       | 14th century         | 200           | 29              | Homilies 3–37                                                                                                   |
| Sinai 406          | Greek       | 14th century         | 190           | 37              | From Homily 38 to the Epistle to Abba Symeon                                                                    |
| Sinai 408          | Greek       | 1371                 | 300           |                 | The first 283 folios contain all the homilies.                                                                  |
| Sinai 409          | Greek       | 1374                 | 501           |                 | Contains all the homilies. Its text is identical to Sinai 408.                                                  |
| Sinai Syriac 24    | West Syriac | 9th or 10th century  | 216           |                 | The first 129 folios contain Homilies 21–70.                                                                    |
| Vatican Syriac 124 | West Syriac | 14th century         | 350           |                 | The first 273 folios contain all the homilies.                                                                  |

## 禁欲的説教からの抜粋
以下の引用は、聖変容修道院の 『シリア人聖イサクの禁欲的説教』（1984年）からの抜粋である。
- 罪人を愛しなさい。しかし、その行いを憎みなさい。その罪過のゆえに彼らを軽蔑してはいけません。そうしないと、同じ罪過に誘惑されてしまう。
- 目に見える海が静かで穏やかなときにイルカが動き回って泳ぐのと同じように、心の海が怒りや憤りから静まり返っているとき、神秘と神の啓示が常に彼女の中でかき立てられ、彼女を喜ばせる。
- 静寂は外的な感覚を鈍らせ、内的な動きを復活させるが、興奮はその逆、つまり外的な感覚を復活させ、内的な動きを鈍らせる。
- 人が心の清らかさに到達したことのしるしは何であるか。そして、人はいつ自分の心が清らかさに入ったことを知るのであろうか。すべての人を善良だと見なし、誰も不潔で汚れているとは思えないとき、その人の心は真に清らかである。
- 愛を見つけるまでは、私たちの労働は毒麦の地で行われ、たとえ私たちの種が正義の種であったとしても、私たちは毒麦の真っ只中に種を蒔き、刈り取るのである。
- 蛇は体が砕かれても頭を守り、賢い僧侶は常に自分の信仰を守ります。これが彼の人生の起源だからである。

## 現代英語の出版物
聖変容修道院によって英語に翻訳・出版された『Ascetical Homilies』の表紙（2011 年）。
以下は、シリアのイサクの著作全体または一部を収録した書籍、または彼の著作について論じた書籍の一覧である。

### 翻訳
- ブロック、セバスチャン。1999年。「カタールからマルサバ経由で東京へ：ベト・カトラエのイサク（シリアのイサク）の翻訳」ARAM定期刊行物。第11～12巻。
- ブロック、セバスチャン（翻訳）。2022年。『霊的知識の見出し：第二部、第1章～第3章』。ISBN 9780881417029 。
- ブロック、セバスチャン（翻訳）。1995年。『ニネベのイサク（シリアのイサク）：第2部、第4章から第41章』。ISBN 9789068317091。
- ブロック、セバスチャン（翻訳）。2011年。『シリアの聖イサクの祈り』。ISBN 9780971413979。
- ブロック、セバスチャン（翻訳）。2006年。『シリアの聖イサクの知恵：バイリンガル版』。ISBN 9781593333355。
- ポール・ベジャン（翻訳者）。 2007年。ニネベのマル・イサクの禁欲的説教。シリア語で。ISBN 9781593333898。
- ハンズベリー、メアリー T. 1989年。ニネベの聖イサクの禁欲生活について：英語とシリア語版。ISBN 9780881410778。
- ハンズベリー、メアリー T. 2016年。シリアのイサクの霊的著作。ISBN 9781463205935。
- シリア人聖イサクの禁欲的説教。聖変容修道院。1984年。ISBN 9780913026557。
- シリア人聖イサクの禁欲的説教。改訂第2版。聖変容修道院。2011年。ISBN 9780943405162。
- ヴェンシンク、A J（翻訳者）。1923年。ニネベのイサクによる神秘論文：ベジャンのシリア語テキストからの翻訳、序文と記録付き。ISBN 9781479115815。

### 研究
アルフェイエフ、ヒラリオン。 2016年。シリア人イサクの精神世界。ISBN 9780879077754。 
オーチン、A M 1989年。「慈悲の心：シリアの聖イサクによる日々の読書」。ISBN 9780232518061。 
ブロック、セバスチャン。2009年。ニネベのイサクの著作におけるエヴァゲリオンの識別：予備調査。
ハグマン、パトリック。2010年。ニネベのイサクの禁欲主義。ISBN 9780199593194。

## 参照
1. ↑  Holy Transfiguration Monastery 2020, p. 56.
2. 1 2  Holy Transfiguration Monastery 2020, p. 62.
3. ↑  Holy Transfiguration Monastery 2020, p. 79.
4. ↑  Holy Transfiguration Monastery 2020, p. 575-577.
5. 1 2  Alfeyev 2000, p. 11.
6. ↑  Holy Transfiguration Monastery 2020, p. 54.
7. ↑  Hansbury 2014, p. 107.
8. ↑  Holy Transfiguration Monastery 2020, p. 23.
9. ↑  Brock 1987, p. 242.
10. ↑  Allchin 1990, p. 9.
11. ↑  Holy Transfiguration Monastery 2020, p. 7.
12. ↑  Holy Transfiguration Monastery 2020, p. 28-30.
13. ↑  Alfeyev 2000, p. 269-297.
14. ↑  Hansbury 2014, p. 93.
15. ↑  Hansbury 2014, p. 95.
16. ↑  Hansbury 2014, p. 117.
17. ↑  Hansbury 2014, p. 107-108.
18. ↑  Kessel 2014.
19. ↑  Kessel 2014, p. 71.
20. ↑  Alfeyev 2000, p. 28.
21. ↑  Terras 1981, p. 22.
22. 1 2  Holy Transfiguration Monastery Publications 2012.
23. ↑  Holy Transfiguration Monastery 2020, p. 52.
24. ↑  Holy Transfiguration Monastery 2020, p. 64.
25. ↑  Holy Transfiguration Monastery 2020, p. 65-77.
26. ↑  Hieromonk Isaac 2016.
27. ↑  Saint Evmenios Saridakis [Part 2] | Metropolitan Neophytos of Morphou | (11.07.2020) (英語). www.youtube.comより2024年4月26日閲覧。
28. ↑  Chialà 2014, p. 123.
29. ↑  Hieromonk Isaac 2016, p. 226.
30. ↑  Jobe 2014.
31. ↑  Brock 2011, p. 201-208.
32. ↑  Holy Transfiguration Monastery 2020, p. 92.
33. ↑  Holy Transfiguration Monastery 2020, p. 51.
34. ↑  Gallo, Maria and Paolo Bettiolo (trans.) (1984). Isacco di Ninive. Discorsi ascetici: L’ebbrezza della fede. Rome: Città nuova, 1984.
35. ↑  Hansbury, Mary T. (1989). Saint Isaac of Nineveh: On Ascetical Life. Popular Patristics Series 11. Crestwood, NY: St Vladimirs Seminary Press.
36. ↑  Artioli, Maria Benedetta (2018) (イタリア語). Discorsi ascetici: Testo greco a fronte. Bologna: Edizioni Studio Domenicano. ISBN 978-88-7094-966-7
37. ↑  Chialà, Sabino (2021). Discorsi ascetici: Prima collezione. Comunità di Bose: Edizioni Qiqajon. ISBN 978-88-8227-806-9.
38. ↑  Holy Transfiguration Monastery 2020, p. 107-108.

## 資料
- Alfeyev, Hilarion (2000) (English). The Spiritual World of Isaac The Syrian. Liturgical Press. ISBN 9780879077754
- Allchin, Arthur Macdonald (1990). The Heart of Compassion: Daily Readings with St. Isaac of Syria. Springfield, Illinois: Templegate. ISBN 9780232518061
- Brock, Sebastian (2011). “Syriac into Greek at Mar Saba: The Translation of St. Isaac the Syrian”. In Patrich, Joseph. The Sabaite Heritage in the Orthodox Church from the Fifth Century to the Present. Peeters Publishers. ISBN 9042909765. OCLC 49333502
- Brock, Sebastian (1987) (English). The Syriac Fathers on Prayer and the Spiritual Life. Kalamazoo, Michigan: Cistercian. ISBN 9780879079017
- Chialà, Sabino (2014). Kozah, Mario. ed (English). The Syriac Writers of Qatar in the Seventh Century. Piscataway, New Jersey: Gorgias Press. ISBN 9781463203559
- Hansbury, Mary (2014). Kozah, Mario. ed (English). The Syriac Writers of Qatar in the Seventh Century. Piscataway, New Jersey: Gorgias Press. ISBN 9781463203559
- Hieromonk Isaac (2016). Saint Paisios of Mount Athos. The Holy Monastery of Saint Arsenios the Cappadocian. ISBN 9789608976450
- The Ascetical Homilies of Saint Isaac the Syrian (Revised 2nd ed.). Brookline, Massachusetts: Holy Transfiguration Monastery Publications. (2020). ISBN 9780943405162
- Holy Transfiguration Monastery Publications (2012年). “Inside our Books and the Sources Behind Them”. Holy Transfiguration Monastery Publications. 2025年2月2日閲覧。
- Jobe, Eric (2014年10月15日). “Will the "Real" St. Isaac of Nineveh Please Stand Up”. Eclectic Orthodoxy. 2023年3月25日閲覧。
- Kessel, Grigory (2014). Kozah, Mario. ed (English). The Syriac Writers of Qatar in the Seventh Century. Piscataway, New Jersey: Gorgias Press. ISBN 9781463203559
- Terras, Victor (1981). A Karamazov Companion: Commentary on the Genesis, Language, and Style of Dostoevsky’s Novel. University of Wisconsin. ISBN 9780299083144